# 甘尼森布莱克峡谷国家公园
甘尼森布莱克峡谷国家公园（Black Canyon of the Gunnison National Park）是美国的一座国家公园，位於科罗拉多州西部，由美国国家公园管理局负责管理。甘尼森布莱克峡谷国家公园主要的景觀是由甘尼森河所鑿出來的險峻峽谷。甘尼森布莱克峡谷国家公园分別在峽谷南緣和北緣有公路，但是兩邊在公園內並沒有相連。開發較多及設施較好的南緣，入口在蒙特罗斯东面15英里。較難抵達的北緣入口在克劳福德南面11英里，並且此區冬季常常因大雪而道路封閉，唯一可抵達的方式是徒步。
峽谷壁主要由深色的片岩和淺色的偉晶岩組成。根據地質學家研究，在第三紀時期此區曾有大量火山活動，也因此留下大量的火成岩，最後再由甘尼森河日經月累的削鑿出這個又窄又峻的峽谷。雖然今日甘尼森河上又已經有建造水壩，水流量大不如從前，但因為此區海拔高，降雪量又大，因此甘尼森河的水流還是屬於湍急的。
此區域原本在1933先被設立為國家紀念區，後來在1999年升格為国家公园。公園總面積有124.44平方公里。